# Берсерк (манґа)
«Берсерк» (яп. ベルセルク, Берусеруку, англ. Berserk) — манґа в жанрі темного фентезі, автором якої є Міура Кентаро. Перший том вийшов 1990 року у видавництві Hakusensha. На основі манґи було створено декілька відеоігор, а також дві неповних аніме-екранізації. 6 травня 2021 року Міура помер, але манґа офіційно буде продовжена асистентами Міури.
Це один із найпопулярніших манґа-серіалів для дорослих, виданий тиражем понад 60 мільйонів копій, «Берсерк» розповідає історію життя найманця на ім'я Ґатс. Сюжет розгортається у світі, що нагадує середньовічну Європу. Основу сюжету складають містичні події, що відбуваються навколо Ґатса, і його стосунки з Ґриффітом — колишнім командиром, а потім заклятим ворогом, керівником найманців, відомих як «Банда Яструба».
Як манґа, так і аніме, вирізняються крайньою жорстокістю та кривавістю, що робить серіал класичним представником так званого «темного фентезі».

## Світ
Світ манґи «Берсерк» схожий на Європу приблизно XIV–XV століття. Втім, для антуражу «Берсерка» характерний еклектизм — докупи змішуються зброя та обладунки XIII–XVI століть (при домінуванні XV — початок XVI століття), одяг при дворі нагадує моди XVII і навіть XVIII століть.
Основне місце дії — королівство Мідленд, що межує з імперією Тюдор. Між двома державами йде війна, що не припиняється вже сто років. На Сході розташовується велика Кушанська імперія, її культура нагадує індійську. Крім того існує ще декілька менших за розміром королівств, графств, республік та міст-держав.
Попри те, що «Берсерк» — це фентезі-серіал, магія в його світі малопоширена. Широке розповсюдження вона має лише на Сході, де маги підкоряються імператорові Ґанішці. На Заході магією користуються лише нечисленні відьми, за якими полює Свята Інквізиція, оскільки магія забороняється релігією Святого Престолу. Ця церковна організація, змальована за зразком католицької церкви, управляється Понтифіком з Ватикану. Її релігія зосереджена навколо єдиного Бога та має пророцтво про прихід рятівника, Яструба Світла, що також слугує її символом. У світі існують різноманітні чудовиська та демони, що походять від Ідеї Зла — втілення несвідомого всіх людей. Волю Ідеї Зла виконують її апостоли, що отримують надприродні сили в обмін на принесення в жертву найдорожчих їм людей. Окрему групу апостолів, наближених до Ідеї Зла, складають Руки Бога. Прикликати Руки Бога можуть володарі магічних каменів, бехелітів.
Економіка та технологія у світі «Берсерка» також відповідають періоду Раннього Відродження: у військових діях досі використовуються важкоозброєні лицарі, проте при облозі фортець вже застосовуються бомбарди, а луки практично повністю витіснені арбалетами. У економіці починається перехід від феодального до ранньо-капіталістичного способу виробництва. Важливу роль у політиці грає сімейство Вандіміонів, відомих аристократів, банкірів та промисловців. Крім того, судячи з рівня розвитку мореплавання, недалека й епоха великих географічних відкриттів.

### Проблематика
Манґа Berserk досліджує широкий спектр тем і питань. Воля, доля та причинність, що стосується взаємозв'язку між причинами та наслідками. Психологічна резилентність персонажів є повторюваною темою, причому багато персонажів походять з травмованим минулим, що борються проти несправедливого світу. Ґатс бореться з самою долею та постійно чинить опір тягарю приреченості. Ґріффіт також уособлює цю ідею стійкості, переслідуючи свою мрію правити власним королівством, наперекір свого низького походження, а також волі, через його власні рішення заради досягнення мрії.
Манґа також досліджує природу людини та моральність, оскільки персонажі борються між тим, щоб бути добром, або ж впасти у безумство й зло. Ґатс, на початку історії, представлений як антигерой, який не переймається вбивствами й байдужий до тих, хто йому допомагає. Він не діє згідно з загальноприйнятими уявленнями про те що є вірним або невірним, а діє в сірій зоні. Однак, з розвитком сюжету, стає очевидним, що він насправді глибоко внутрішньо конфліктна людина. Його трагічне й травмоване минуле, розкриття якого відбувається в арці «Золотий Вік», показує Ґатса як більш складного персонажа.
Дружба, товариськість і міжособові стосунки — також досліджуються в манзі. У юному віці Ґатс намагався побудувати якісь дружні стосунки зі своєю групою найманців, але через травматичний досвід із ними він втратив довіру до людей. Однак після свого перебування з Ґріффітом та рештою членів Банди Яструба, Ґатс побудував дружбу, ворожнечу та співзалежності, зріючи як особистість. Конфлікт між Ґатсом і Ґріффітом відображає зміни, які сталися після того, як вони побудували свої особливості.
Арка «Золотий Вік» порівнюється з давньогрецькою трагедією. Ґріффітова гамартія полягає в тому, як він розділяє свої почуття провини та сорому, які могли б завадити його мрії, і як він намагається їх придушити. Його внутрішній діалог під час другого поєдинку з Ґатсом знаменує собою перипетію арки «Золотий Вік». Коли Ґатс біжить, щоб врятувати його під час Затемнення, Ґріффіт досягає свого моменту анагноризму зі словами що тільки Ґатс змусив його забути про свою мрію.
Зрада і помста є основними темами манґи. Ґатс зазнав своєї першої зради, коли Гамбіно продав його іншому солдату за кілька монет. Зрештою, він помститься цьому солдату, вбивши його на полі бою, а згодом й Гамбіно. Ґатс прагне помсти після того, як Ґріффіт зрадив товаришів та його самого. Бажання помсти стала його основною причиною виживання.
Релігія також є важливою темою в манзі, особливо через персонажів Мозґуса і Фарнезе. Міура заявив, що він створив Мозґуса на основі концепції жорстокої особливості, щоб створити релігійного фанатика без гнучкості. Фарнезе представлена як очільниця Лицарів Святого Залізного Ланцюга, інквізиторів, які займаються спаленням єретиків та відьм на вогнищі. Після зустрічі з Ґатсом їй стає все важче поєднувати віру з жахливими діями, до яких вона долучилася, в той час як Ґатс, навпаки, діє проти того, з чим не згоден. Ґатс заперечує саму ідею молитви, стверджуючи, що акт складання рук лише заважає людям боротися за своє життя. Зрештою, Фарнезе починає відмовлятися від своєї віри та жорстокості своїх переконань після того, як дізнається правду про Мозґуса. Після битви між Ґатсом і Мозґусом Фарнезе вирішує йти за Ґатсом, щоб знайти нову мету в житті, подалі від своєї соціальної позиції та церкви.

## Сюжет

### «Золоте століття»
Юний Ґатс убив, захищаючись, свого ненависного вітчима і тікає від помсти його товаришів. Він стає найманцем і під час своїх мандрів зустрічає Ґриффіта, лідера іншої групи найманців, Банди Яструба. Ґриффіт захоплюється силою та здібностями Ґатса і пропонує йому приєднатися до банди. Ґатс відмовляється, і Ґриффіт викликає його на поєдинок, який виграє. Поранений Ґатс погоджується залишитися в банді і незабаром після одужання приймає командування загоном рейдерів; у його завдання входить затримка супротивника при відході основних сил Банди Яструба та різні диверсійні операції в тилу ворога.
Королівство Мідленд наймає банду для участі у столітній війні проти імперії Тюдор. Ґатс дізнається про мрію Ґриффіта стати королем і що в нього є амулет під назвою бехеліт. Під час штурму фортеці імперії проти Банди Яструба виходить легендарний воїн, апостол Носферату Зодд. Він убиває численних найманців, але зупиняється, коли бачить бехеліт.
Ґатс, бувши на пікові слави, покидає банду, а розчарований цим Ґриффіт проводить ніч із принцесою Шарлоттою, донькою короля. За це король піддає Ґриффіта довгим тортурам. Банду Яструба він оголошує ворогами держави. Ґатс возз'єднується з товаришкою Каскою та залишками банди перед тим, як узяти участь у порятунку Ґриффіта. Шарлотта тікає з Ґриффітом, але найманці змушені повернути її. Король посилає лицарів Чорного Пса на чолі з апостолом В'ялдом аби вбити Ґриффіта та всіх його поплічників.
В'ялд здивований відсутністю в Ґриффіта бехеліта і тоді прибуває Зодд та вбиває його. Ґатс виживає в битві, втративши свого меча. Скалічений Ґриффіт активує бехеліт і істота, одна з Рук Бога, відроджує його в обмін на смерть усіх учасників Банди Яструба. В цей час стається Затемнення (що перетворює Ґриффіта на нову Руку Бога, але головний герой про це ще не знає), внаслідок якого Ґатс отримує тавро, що приманює до нього демонів. Ґриффіт ґвалтує Каску, а Ґатс втрачає око та руку. Вони двоє єдині виживають на полі бою завдяки втручанню Лицаря-Черепа. Решту вбивають так звані апостоли. За кілька днів Каска народжує дитину, зачату від Ґатса, але вона виявляється забруднена впливом Ґриффіта і зникає в Астральному вимірі.
Ґатс отримує від майстра Ґодо новий меч і протез руки. Одягнувши чорні обладунки, Ґатс починає помсту Ґриффіту та апостолам, узявши прізвисько Чорний Мечник.

### «Чорний Мечник»
Після зради Ґриффіта від колишніх членів Банди Яструба в живих залишається тільки Ґатс, Каска та Ріккерт. Зґвалтована Ґриффітом Каска збожеволіла, вона втратила спогади та колишні вміння. Єдине, чого бажає Ґатс, це помститися своєму колишньому товаришу. В образі Чорного Мечника, безжального вбивці і людей, і демонів, він подорожує Мідлендом, сподіваючись відшукати Ґриффіта.
Блукаючи країною, Ґатс визволяє ельфа Пака, який зцілює його. Апостол Володар Змій розшукує Ґатса, проте програє йому в бою. Ґатс випитує в нього про місце перебування Руки Бога перед тим, як добити. Потім він перемагає апостола-самозванця Зондарка та пробивається в замок апостола Графа. Тоді Граф користується своїм бехелітом і прикликає Руку Бога, яким тепер виявляється Ґриффіт. Граф не погоджується розплатитися, принісши власну дочку Терезію в жертву, і тоді його разом із Ґатсом затягує до пекла. Проте Ґатсу вдається в останню мить повернутися на землю. Терезія зненавиджує Ґатса та обіцяє помститися йому.

### «Відплата»
Ґатс із товаришами наближається до кордону з країною ельфів, які викрадають дітей. Відбивши напад ельфів, герой виявляє, що це були колишні діти. Просуваючись у долину ельфів, Ґатс стикається з апостолом Розіною та її загоном. Ґатс спалює долину та ранить Розіну, проте відступає через наближення Лицарів Святого Залізного Ланцюга.
Поранений Ґатс потрапляє в полон Лицарів Святого Залізного Ланцюга. Йому вдається налаштувати лицарів проти їхню командирку Фарнезе та, скориставшись цим, утекти, взявши в командирку в заручники. В його коня вселяється злий дух, а потім і Фарнезе. Звільнившись від одержимості, командирка вагається в своїй вірі. Демон попереджає Ґатса, що Каску невдовзі можуть спалити на вогнищі.
Шукаючи Каску, Ґатс зустрічає Лицаря-Черепа, що застерігає про повернення Ґриффіта. Герой потрапляє в бій між Лицарями Святого Залізного Ланцюга та єретиками. Лицарі захоплюють Каску, поки Ґатс бився з лідером єретиків Великим Цапом. Слідуючи за лицарями, герой перемагає інквізитора Святого Престолу Мозґуса, що став на бік сил зла. Його смерть випускає хвилю енергії, що вбиває численних людей і назавжди повертає Ґриффіта в матеріальний світ. Зодд забирає Ґриффіта з собою.

### «Яструб Тисячолітнього Королівства»
Ґатс із Каскою повертаються до Ґодо, але коваль вже помер. Ґриффіт байдужий до Ґатса та навіть рятує Каску від каменепаду. Після розмови з Ґатсом він іде здійснити свою мрію — стати королем.
Ґриффіт прибуває до міста, що було завойоване кушанами, і вбиває полководця-завойовника. Багато людей сприймають Ґриффіта за рятівника, а він набирає армію Нового Яструба. Імператор Кушанської імперії Ґанішка виявляється апостолом, який таємно створює в своєму замку армію чудовиськ.
Злі духи спокушають Ґатса вбити Каску, щоб продовжити помсту Ґиффіту, але той не піддається. Фарнезе бажає приєднатися до Ґатса, щоб дізнатися правду про влаштування світу. Від відьми Шірке вони дізнаються, що існує світ смертних, Астральний світ, звідки походять фантастичні істоти, та Світ Ідей, з якого походять два попередніх. Ґатс дарує вчительці Шірке, Флорі, бехеліт Ґрафа. Флора пояснює, що це портал з їхнього світу в найтемніші куточки Астрального світу, де живе Рука Бога. Лицар-Череп зауважує про велике значення Ґатса для світу.
Захистивши дорогою село від тролів, Ґатс вирушає врятувати викрадених тролями Каску та Фарнезе. Між тим з'ясовується, що всі церкви збудовані на місцях перетину світу людей із Астральним світом. Ґатс опиняється в частині Астрального світу, визволяє Каску, Фарнезе та інших полонених, а Лицар-Череп відкриває їм шлях назад. Демониця Слан з'являється Ґатсу та розкриває, що йому призначено стати апостолом.
Апостол Грюнбельд намагається завадити Ґатсу отримати нові обладунки. Його нові товариші Шірке, Серпіко та Ісідро готують для Ґатса ці обладунки, що перетворюються героя на Звіра Темряви. Ґатс убиває Грюнбельда, проте виявляється, що обладунки можуть призвести до божевілля власника. Ґатс поступово дичавіє, а Шірке контактує з душею обладунків аби врятувати героя. Лицар-Череп залишає Ґатса з надією, що Монарх Квіткової Бурі з Ельфгельма зможе відновити розум Каски, але попереджає героя, що це може бути не те, чого він очікує. Під час чергової битви Ґатса зупиняє від божевілля таємничий хлопчик. Надалі він ще не раз рятує Ґатса, виявляючись його та Каски сином.
Святий Престол тим часом збирає велику армію проти Кушанської імперії. Ґанішка оголошує війну Святому Престолу і тоді Ґатс розуміє, що імператор — це теж апостол. Понтифік невдовзі помирає, отримавши перед цим видіння білого яструба. Ґанішка залучає армію створених раніше чудовиськ. Щоб завадити вторгненню імперії, Шірке створює потужне закляття, але цього виявляється замало і Ґатс дозволяє Звірові Темряви взяти гору, щоб розкрити повний потенціал обладунків. Помітивши успіхи Ґатса, Ґанішка пропонує стати на його бік, але той відкидає пропозицію. Зодд приєднується до Ґатса, щоб подолати Ґанішку, в розпорядженні якого могутня магія.
Ґриффіт фактично захоплює владу в Мідленді, йому допомагає принцеса Шарлотта. Новий Понтифік визнає Ґриффіта Яструбом Світла, чим припиняє міжусобиці в королівстві. Шарлотта заявляє про намір одружитися з Ґриффітом і готує його коронацію. В той час Ґанішка вбиває багатьох кушанців аби здобути більшу магічну силу та перетворюється на величезну тінь. Трупи загиблих оживають, поповнюючи його армію.
У спробі вбити Ґанішку Ґриффіт знаходить його справжнє тіло. Через втручання Лицаря-Черепа удар по Ґанішці виявляється таким сильним, що створює розрив глибоко в Астральний світ. Істоти Астрального світу разом із Руками Бога виникають у світі людей. Також з'являється місто Фальконія, куди вирушає Ґриффіт. Світ людей починає перетворюватися світлом, що виходить звідти.

### «Фантазія»
Ґатс із друзями опиняються на острові, де панує велетенський Морський бог, який підкоряє навколишніх жителів. Ґатс подорожує вглиб печери Морського бога, бій з ним призводить до того, що Морський бог вилазить на поверхню, руйнуючи острів. Але Ґатс пробирається всередину тіла чудовиська та вбиває його.
У той час світ наповнюють різні потвори, а на місці смерті Ґанішки виростає Спіральне дерево. Фальконія стає прихистком для всього людства, що шукає порятунку. Ґатс з'ясовує стосунки зі своїми колишніми товаришами. Потім він з друзями подорожує до Ельфгейму, де королева Данан погоджується зцілити Каску. Франезе та Шірке подорожують розумом Каски. Паралельно Лицар-Череп знайомить Ґатса із гномом-творцем обладунків Берсерка. Він дає зрозуміти, що сам колись носив ці обладунки. Каска зцілюється та знову стає вправною мечницею. Її та Ґатса відвідує бачений раніше хлопчик і зненацька перетворюється на Ґриффіта.

## Персонажі
Ґатс (яп. ガッツ) — головний герой аніме і манґи. Високий, м'язистий, чорноволосий чоловік, що б'ється мечем «Вбивця Драконів» майже два метри завдовжки.
У частині «Золоте Століття» Ґатс — найманець, командир ар'єргарду Банди Яструба, також очолював її рейдові загони.
В інших частинах Ґатс знаний як «Чорний Мечник» — самотній мисливець на демонів, який вийшов у дорогу, щоб помститися Ґриффіту за страшну зраду. Чорний Мечник позбавлений правого ока та лівого передпліччя, на місці якого він носить протез із вмонтованою потайною маленькою ручною гарматою. Згодом він отримує Обладунок Берсерка, що наділяє Ґатса надлюдською силою, позбавляє відчуття болю, але вводить у тимчасове божевілля, коли Ґатс перестає відрізняти друзів від ворогів.
Клеймо Ґатса, отримане під час Затьмарення, привертає до нього демонів і дозволяє «існувати одночасно в двох світах». Також немало клопоту Ґатсу створює Сутність темряви, що міститься в його обладунку.
Сейю: Хаясі Нобутосі.
Ґриффіт (яп. グリフィス) — лідер Банди Яструба. Мета його життя — стати правителем власної країни. Жертвував усім заради цієї мети.
Надзвичайно вродливий, розумний та підступний. Майстерно володіє мечем. Прославився військовим талантом, відвагою та удачливістю. Має широкі пізнаннями в різних науках. Поважає людей, які мають свої мрії і прагнуть їх досягти.
Намагався захопити владу над Мідлендом, проте завжди прагнув зробити це максимально легітимно й залишаючись популярним у народі. За заслуги перед Мідлендом був обдарований званням лорда-протектора. Руками Ґатса знищив учасників змови проти себе, включно з королевою, братом короля та міністром фінансів. Після того, як Ґатс покинув Банду Яструба, провів ніч із принцесою Шарлоттою, був спійманий палацовою вартою та ув'язнений у темницю, персонал якої отримав наказ безперервно катувати його. Під час Затьмарення приніс у жертву Банду Яструба та перетворився на Фемто, п'ятого апостола Руки Бога.
Сейю: Морікава Тосіюкі.
Каска (яп. キャスカ) — найманка, командир одного із загонів Банди Яструба.
Колись Ґриффіт врятував Кяску від дворянина-ґвалтівника і відтоді вона віддана своєму командирові та готова заради нього на все. Спочатку ревнує Ґатса до Ґриффіта, але згодом закохується в Ґатса. Після того, як Ґриффіта ув'язнили в темницю, Каска цілий рік очолювала Банду Яструба й не залишала спроб звільнити командира. Переживши Затьмарення, Каска втратила розум і передчасно народила хлопчика («Місячне дитя»), що отримав надприродні здібності.
Сейю: Міямура Юко.

## Манґа

Обкладинка першого тому манґи «Berserk»

В 1988 році Міура Кентаро представив перший прототип манґи. Ця чернетка мала назву «Berserk Prototype» і складалася з 48 сторінок. У цьому ж році «Berserk Prototype» була відзначена призом журналу Comi Manga School.
25 серпня 1989 дебютувала в журналі Monthly Animal House видавництва Hakusensha. 26 листопада 1990 року перший том манги вийшов у видавництві «Hakusensha» у журналі Jets Comics. Наступні три томи з'явились у журналі Young Animal (також видавництво Hakusensha) у 1992 році. Всі наступні епізоди також виходять у журналі Young Animal кожну другу та четверту п'ятницю місяця. Раз на півроку (хоча останнім часом ці інтервали значно збільшилися) видавництво «Hakusensha» публікує нові епізоди в форматі танкобону (від 8 до 10 епізодів у томі). Станом на 29 вересня 2023 року в Японії вийшло 373(376) розділи манґи. Окреме видання становить 42 танкобонів.
В Північній Америці манґу перекладає та випускає видавництво Dark Horse Comics. Опубліковано вже 41 томи, перший вийшов 22 жовтня 2003 року. Як і в більшості інших відомих манґа-перекладів від Dark Horse Comics (таких, наприклад як Hellsing чи Trigun), манґа не віддзеркалюється (читається справа на ліво), а звукові ефекти не перекладаються (з 12 тому звукові ефекти почали перекладати). Також перекладачі додають у деякі діалоги посилання на інші відомі фентезі-серіали, такі як Армія темряви та Володар перснів
В Європі манґа вперше з'явилась у Франції, де в 1996 році її ліцензувало видавництво «Samourai Editions», потім в Італії (спочатку видавництво «Panini Comics», потім — «Planet Manga»). 2001 року манґа була видана в Німеччині (Panini Comics/Planet Manga). У Франції після банкрутства видавництва «Samourai Editions» у 2002 році манґа перейшла до «Dynamic Visions», а з 2004 року — «Glénat».
З 1999 року манґа «Берсерк» публікується в Кореї компанією «Dai Won».
Після смерті Міури в травні 2021 року Кодзі Морі взяв на себе роль створення манґи. Ілюстрацією самої манґи займаються колишні асистенти Міури: Йосіміцу Куросакі, Акіо Міяджі, Нобуріхо Хіраї, Наохіде Наґасіма, Хідеакі Сугімото та Сігеру Кіношіта, всі вони зі Studio Gaga.

### Структура манґи
Манґа умовно поділяється на частини (арки):
| Українська назва                   | Японська назва         | Епізоди      |
| Чорний Мечник                      | 黒い剣士               | 0 — 9        |
| Золотий Вік                        | 黄金時代               | 0 — 94       |
| Відплата:                          | 断罪篇                 | 95 — 176     |
| Втрачені Діти                      | ロスト・チルドレンの章 |              |
| У ланцюгах                         | 縛鎖の章               |              |
| Народження                         | 生誕祭の章             |              |
| Яструб Тисячолітнього Королівства: | 千年王国の鷹編         | 177 — 307    |
| Літописи Війни Святого Демона      | 聖魔戦記の章           |              |
| Фальконія                          | 鷹都の章               |              |
| Фантазія:                          |                        | 308 — триває |
| Острів ельфів                      |                        |              |

### Ранобе
23 червня 2017 року вийшов спіноф під назвою Berserk: The Flame Dragon Knight, написаний Макото Фукамі, ілюстрований Кентаро Міурою. Історія розгортається навколо нового члена Банди Яструба — апостола Грюнбельда.
Новела із 192 сторінок складається з 6-ти глав:
| Українська назва | Японська назва |
| Пролог           | プロローグ     |
| Глава 1          | 第1章          |
| Глава 2          | 第2章          |
| Глава 3          | 第3章          |
| Глава 4          | 第4章          |
| Епілог           | エピローグ     |

## Аніме

### 1997—1998 років

DVD-box аніме

25-серійна аніме-екранізація манґи «Берсерк» (яп. 剣風伝奇ベルセルク Kenpuu Denki Berserk), була знята в 1997 році на студії «Oriental Light and Magic». Над адаптацією сценарію працював Йонемура Седжі та Імаґава Ясухіро, композитор — Хірасава Сусуму, головний художник — Кобаяші Шітіро, продюсери — Накатані Хадзума та Окуно Хашісате.
Попри те, що переважно серіал відповідає манзі досить точно, до нього були внесені деякі зміни. Оскільки при створенні аніме було ухвалено рішення обмежитися першими 13 томами манґи, що містять дві перші сюжетні частини («Чорний Мечник» і «Золоте Століття»), багато сцен, що стосуються подій і сюжетних ліній, розкритих пізніше, було виключено зі сценарію. Прикладом цьому можуть служити битва з графом із 2-3 томів. Перша серія аніме відповідає 1-му розділу 1-го тому манґи, інші 2 розділи 1-го тому, а також другий, третій і частково одинадцятий томи пропущені, а далі йде екранізація манґи з 4 тому аж до середини 13-го тому.
Але дещо навіть із включених томів в аніме все ж зникло. По-перше, відсутні частково перший, другий і третій томи (а там окрім епізодичних персонажів з'являлися і апостоли Руки Бога на чолі з Фемто). По-друге, зникли Пак (сцена його порятунку в першій серії залишилася, але Пакове місце зайняла маленька дівчинка) і Лицар-Череп (а також менш значимі Сілат і В'яльд). По-третє, дитинство Ґатса піддалося невеликій цензурі — зникли згадки про зґвалтування Донованом. Закінчення аніме, якщо брати його окремо від манґи, залишає багато загадок — як Ґатс врятувався після Затьмарення, що сталося з Каскою, куди подівся Фемто та інші.
Крім цього сценаристи серіалу, що працювали в співпраці з манґакою, зробили значні зміни до загальної тематики історії. Ключова для манґи атмосфера надприродного, теми долі й причинності, були замінені на відповіднішу для короткого телесеріалу тему амбіцій і дружби, яка від них потерпає.
Попри те, що серіал демонструвався пізно вночі (вівторок, 00:00-00:30), деякі сцени виявилися надмірно жорстокими навіть для цього ефірного часу й були вирізані або значно змінені. На екрани серіал вийшов в осінньому сезоні 1997 року і демонструвався з 7 жовтня 1997 року по 7 квітня 1998.
В Україні українською мовою транслювався телеканалом ТЕТ.

#### Список серій аніме
Американський реліз аніме-серіалу вийшов з підзаголовком «Перший сезон», що породило багато чуток про підготовку до випуску другого сезону, але довго не було інформації, яка б підтвердила ці припущення. Однак зараз (станом на осінь 2010) вже є інформація про те, що студія 4 °C таки буде знімати продовження, вже є рекламні оголошення та офіційні трейлери. Однак не відомо навіть формат в якому буде зняте продовження, а також час його виходу.
| Список серій | Список серій                    | Список серій      |
| № | Назва серії                     | Дата виходу       |
| --- | ------------------------------- | ----------------- |
| 01 | Чорний мечник «黒い戦士»        | 7 жовтня 1997     |
| Вночі Ґатс приходить у місто. Пізніше він нападає на групу стражників і вбиває всіх, окрім одного, якому наказує передати хазяїну міста, що по його голову прийшов Чорний Мечник. Хазяїн, відоміший як апостол Барон, намагається вбити Ґатса, але зазнає поразки. |                                 |                   |
| 02 | Банда Яструба «鷹の団»          | 14 жовтня 1997    |
| Коркус та Кяска намагаються пограбувати Ґатса, але він перемагає їх. У битву втручається Ґриффіт і важко ранить Ґатса. |                                 |                   |
| 03 | Хрещення вогнем «初陣»          | 21 жовтня 1997    |
| Ґриффіт перемагає Ґатса і примушує його приєднатися до Банди Яструба. Яструби планують нічну вилазку. Ґриффіт доручає Ґатсу важливу місію - відвернути увагу основних сил противника. Ґатс успішно впорується із завданням.                                        |                                 |                   |
| 04 | Рука Господа «神の手»           | 28 жовтня 1997    |
| Пройшло вже три роки, відколи Ґатс вступив у Банду Яструба. Ґатс згадує своє минуле. |                                 |                   |
| 05 | Меч вітру «剣風»                | 4 листопада 1997  |
| Ґатс став командиром у Банді Яструба. Він ризикує в битві і перемагає, але наражає на небезпеку свій загін, чим викликає велике незадоволення Каски. Ґриффіт стає лицарем.                                                                                         |                                 |                   |
| 06 | Безсмертний Зодд «不死のゾッド» | 11 листопада 1997 |
| Ґатс та Ґриффіт у бою зустрічаються з відомим воїном Зоддом Безсмертним та обоє програють йому. Зодд збирається вбити їх, але бачить камінь-бехеліт на шії у Ґриффіта, що змушує його відступити.                                                                  |                                 |                   |
| 07 | Найкращій мечник «剣の主»       | 18 листопада 1997 |
| Ґриффіт та Ґатс важко поранені. Ґриффіт стає ближче до знаті та короля. Він також фліртує з принцесою Шарлоттою. |                                 |                   |
| 08 | Конспірація «陰謀»              | 25 листопада 1997 |
| Банда Яструба знову перемагає в битві, і Ґриффіт стає аристократом. Це не подобається молодшому брату короля Юріусу та міністру фінансів Фоссу, й вони задумують убити конкурента.                                                                                 |                                 |                   |
| 09 | Вбивство «暗殺»                 | 2 грудня 1997     |
| Під час полювання на Ґриффіта здійснено замах, але, із нез’ясованої причини, отруєна стріла потрапляє в бехеліт, і Ґриффіт залишається неушкодженим. |                                 |                   |
| 10 | Аристократ «貴きもの»           | 9 грудня 1997     |
| Ґатс, за наказом Ґриффіта, вбиває Юріуса та, випадково, його малолітнього сина Адоніса. |                                 |                   |
| 11 | Битва починається «合戦»        | 16 грудня 1997    |
| Банда Яструба бере участь у битві проти військ королівства Тюдор. Через хворобу Кяска не може битися в повну силу і ледь не гине, але її рятує Ґатс. Вони падають з кручі в річку.                                                                                 |                                 |                   |
| 12 | Двоє «ふたり»                   | 23 грудня 1997    |
| Кяска розповідає Ґатсу про своє минуле |                                 |                   |
| 13 | Самогубний вчинок «決死行»      | 6 січня 1998      |
| Командир синіх лицарів-носорогів Тюдор знаходить Каску та Ґатса. Кяска тікає, а Ґатс залишається, щоб затримати супротивника. |                                 |                   |
| 14 | Вогнище мрій «夢のかがり火»     | 13 січня 1998     |
| Кяска приводить підмогу, і вони з Ґатсом повертаються в табір. |                                 |                   |
| 15 | Вирішальна битва «決戦»         | 20 січня 1998     |
| Починається вирішальна битва з армією Тюдор. У той час як Ґатс та Ґриффіт виманюють ворогів із замку, загін Каски проникає туди. |                                 |                   |
| 16 | Завойовник «勝利者»             | 27 січня 1998     |
| Кяска захоплює замок, Ґатс перемагає ворожого генерала, і Яструби знову перемагають. |                                 |                   |
| 17 | Мить слави «栄光の瞬間»         | 3 лютого 1998     |
| Яструбів зустрічають як героїв. Король відкриває бал в їхню честь. Королева та Фосс збираються отруїти Ґриффіта. |                                 |                   |
| 18 | Вогненний надгробок «炎の墓標»  | 10 лютого 1998    |
| Фосс зраджує королеву та інших змовників, і стає на сторону Ґриффіта. Ґриффіт знищує всіх змовників. Ґатс каже Касці, що більше не бажає залишатися в Банді Яструба.                                                                                               |                                 |                   |
| 19 | Розставання «別れ»              | 17 лютого 1998    |
| Ґатс залишає Банду Яструба. Ґриффіт намагається зупинити Ґатса, але це йому не вдається. Ґриффіт проникає в покої принцеси Шарлотти та проводить з нею ніч. Вранці наступного дня його заарештовують.                                                              |                                 |                   |
| 20 | Іскра «火花»                    | 24 лютого 1998    |
| Рік по тому, як Ґатс пішов, він дізнається, що Банда Яструба оголошена поза законом, і тепер нею керує Кяска. Ґатс вирішує відшукати старих товаришів і допомогти їм.                                                                                              |                                 |                   |
| 21 | Визнання «告白»                 | 3 березня 1998    |
| Кяска планує визволити Ґриффіта з в’язниці. Ґатс розуміє, що кохає Каску, і просить її залишитися з ним. |                                 |                   |
| 22 | Проникнення «潜入»              | 10 березня 1998   |
| Ґатс та Кяска проникають у в’язницю і визволяють Ґриффіта. У цей час на табір Банди Яструба нападають монстри. |                                 |                   |
| 23 | Напередодні святкувань «前夜祭» | 17 березня 1998   |
| Ґриффіт дуже слабкий. Кяска вважає, що повинна піклуватися про нього, і говорить Ґатсу, щоб він покинув їх. Ґриффіт шукає свій бехеліт, який може викликати Руку Бога.                                                                                             |                                 |                   |
| 24 | Затемнення «蝕»                 | 24 березня 1998   |
| Рука Бога прокинулась. Вони пропонують Ґриффіту стати одним з них, але для цього він має принести в жертву всіх своїх близьких. |                                 |                   |
| 25 | Вічний кругообіг «永遠の刻»     | 31 березня 1998   |
| Ґриффіт погоджується на пропозицію Руки Бога, і демони вбивають всіх членів Банди Яструба крім Каски та Ґатса. Ґриффіт ґвалтує Каску, а Ґатс, намагаючись зупинити його, втрачає свою руку та око.                                                                 |                                 |                   |

### 2016—2017 років
Berserk (яп. ベルセルク, Beruseruku) — аніме-серіал 2016 року, заснований на однойменній манґи Кентаро Міури як продовження кінотрилогії «The Golden Age Arc». Це друга адаптація манґи після однойменного аніме 1997 року, що охоплює арку «Відплата» [14–21 том] з манґи. Другий сезон, охоплює першу половину арки «Яструб Тисячолітнього Королівства», який вийшов у 2017 році.
Лише Ґатс та Каска, яка втратила розум і пам'ять через жахи, які вона побачила та пережила, змогли втекти з ритуалу. Однак вони були мічені клеймом, які притягують зло, неспокійних духів та інших істот. Залишивши Каску під опікою у старого коваля Годо, що живе в горах на околиці Мідленду разом зі своєю прийомною дочкою Еріка та Рікерта, єдиного члена колишньої Банди Яструбів, якого не було на ритуалі під час Затемнення, Ґатс вирушив на полювання апостолів Руки Бога, щоб знайти й убити Ґріффіта в прагненні помститися. Минуло кілька років, і до Ґатса приєднується еліф на ім'я Пак, поки події, на які довго чекала Рука Бога, починають розгортатися.

#### Список серій аніме
Перший сезон
| Список серій | Список серій                                                  | Список серій    |
| № | Назва серії                                                   | Дата виходу     |
| --- | ------------------------------------------------------------- | --------------- |
| 01 | Вбивця Драконів «竜殺しの大剣»                                | 1 липня 2016    |
| Через кілька років після подій Затемнення, Ґатс заходить в заїжджий двір, де група бандитів мучить ельфа на ім'я Пак і юнака з чорним волоссям. Ґатс їх перемагає, та покидає місце надихаючи Пака подорожувати з ним, разом з ельфом йде юнак. Прийнявши підвіз від старого священика, Ґатс переживає нічний кошмар і прокидається під час нападу духів. |                                                               |                 |
| 02 | Лицарі Священного Залізного Ланцюга «聖鉄鎖騎士団»            | 8 липня 2016    |
| Все ще стомлений від боротьби з духами, Ґатс потрапив в оточення Лицарів Залізного Ланцюга. Потрапивши в полон, Ґатса допитують щоб добути необхідну інформацію. Під покровом ночі Пак визволяє Ґатса, і той бере Фарнезе в заручники. |                                                               |                 |
| 03 | Ніч чудес «奇跡の夜»                                          | 15 липня 2016   |
| Духи проходять повз Серпіко який переслідував Ґатса і володівають собаками які теж переслідують Ґатса до покинутого маєтку. Мечник вбиває собак, а потім стикається з Апостолом... |                                                               |                 |
| 04 | Одкровення «啓示»                                             | 22 липня 2016   |
| Ґатс повертається туди, де він був два роки тому, щоб знову зустрітися зі старими друзями, але виявляє, що той, хто йому найбільше дорогий, зник. |                                                               |                 |
| 05 | Вежа спокути «断罪の塔»                                       | 29 липня 2016   |
| Ґатс направляється до Сент-Альбіону – табору біженців, що перебуває в повному безладді через голод і переповненість, в таборі знаходиться Каска де місцеві називають її «Елейн». |                                                               |                 |
| 06 | Нічний банкет спалення на вогнищі «火あぶりの夜宴»            | 5 серпня 2016   |
| Рука Бога використовує Сент-Альбіон як місце ритуалу для відновлення фізичної форми Ґріффіта. |                                                               |                 |
| 07 | Чорна відьма «黒き魔女»                                       | 12 серпня 2006  |
| Ґатс прибуває до Сент-Альбіону і розправляється з солдатами. Група в складі: Ґатс, Лука, Ічіро, Пак розділяється для пошуків. Ічіро і Пак знаходять Каску яку захопили язичницькі культи. Коли Фарнезе і її лицарі на чолі Йоахімом прибувають клеймо Каски пробуджує мертвих.                                                                            |                                                               |                 |
| 08 | Возз'єднання в Логові Зла «魔窟の再会»                        | 19 серпня 2006  |
| Зустріч Ґатса з Каскою тривала недовго, оскільки її зупиняє Великий Козел, після перемоги Ґатс перетинається з Серпіко на краю скелі. |                                                               |                 |
| 09 | Кровотеча мертвих «亡者の血流»                                | 26 серпня 2016  |
| Коли Лука веде Ґатса, Ічіро та Пак у вежу, Каску приводять до кімнати катувань. У той момент, коли Мозгус катує її, відбувається несподіваний поворот подій... |                                                               |                 |
| 10 | Ангели пекла «ヘルス・エンジェルス»                           | 2 вересня 2016  |
| Мозгус і його учні обожені, і Ґатсу потрібно діяти швидко, щоб не дати їм забрати Каску. Тим часом Лука зустрічає дивну істоту, яка починає розповідати їй свою історію... |                                                               |                 |
| 11 | Тіні ідей «イデアの影»                                        | 9 вересня 2016  |
| Ґатс вступає в бій з Мозгусом, який перетворився на величезного монстра, щоб врятувати Каску від спалення на вогнищі. Тим часом Яйце Ідеального Світу стикається з доленосною зустріччю... |                                                               |                 |
| 12 | Ті, хто чіпляється, ті, хто бореться «すがるもの, もがくもの» | 16 вересня 2016 |
| Поки люди намагаються вижити під час нападу демонічних сил, затемнення досягає свого зеніту. Що станеться коли пророковий Бог матеріалізується серед смертних? |                                                               |                 |

Другий сезон
| Список серій | Список серій                                              | Список серій   |
| № | Назва серії                                               | Дата виходу    |
| --- | --------------------------------------------------------- | -------------- |
| 01 | Світ Оренд «ほころぶ世界»                                 | 7 квітня 2017  |
| Ґатс разом з Каскою повертається до хатини Годо. Там він бачить, як Рікерт розмовляє з Ґріффітом, який щойно відновив фізичну форму. Ґатс не може стримати свою лють і атакує, але Зодд стає йому на шляху. |                                                           |                |
| 02 | Зимова подорож «冬の旅路»                                 | 7 квітня 2017  |
| Щоб уникнути катастроф, які приносять їм знак, Ґатс вирішує вирушити до рідних земель Пака. Тим часом Фарнезе та Серпіко, які розійшлися з Ґатсом в Альбіоні відмовилися від Святого Престолу і намагаються знайти його. Під холодною зимовою ніччю Серпіко згадує той день, коли Фарнезе вперше знайшла його... |                                                           |                |
| 03 | Прапор Летючого Меча «飛剣の御旗»                         | 14 квітня 2017 |
| Серпіко та Фарнезе просять Ґатса взяти їх з собою. Тим часом Ґріффіт і його сили продовжують свій наступ, набираючи нових союзників. |                                                           |                |
| 04 | Ліс Демонічних Звірів «獣鬼の森»                          | 21 квітня 2017 |
| Фарнезе переживає момент самопізнання, намагаючись адаптуватися до змін у своєму житті. Її раптова зміна поглядів дивує Ґатса, але нічого не може підготувати їх до несподіваної зустрічі з відьмою в лісі, яка здається, знає про них усе. |                                                           |                |
| 05 | Астральний Світ «幽界-かくりよ»                           | 28 квітня 2017 |
| Відьма не лише знає про знак, який позначає Каску і його, але й чекала на них. Ґатс сповнений рішучості нарешті отримати відповіді на свої питання. |                                                           |                |
| 06 | Бій за виживання проти Демонічного Легіону «魔群との死闘» | 5 травня 2017  |
| Ґатс і його команда добираються до села Моргана, їх зустрічають не надто тепло. Проте, завдяки кмітливості Ґатса, їм вдається залишитися. Після короткого перепочинку село знову атакують тролі, але цього разу їх значно більше, ніж будь-коли раніше... |                                                           |                |
| 07 | Аркана Виклику «祈りの奥義»                               | 12 травня 2017 |
| Село зазнає атки від огра та кельпі. Серпіко б'ється з – кельпі, а Ґатс – з огром. Шірке занурюється у світ духів і відчуває ундин – могутніх водяних духів, дозволяючи собі бути одержимим річковим духом. Вона використовує її, щоб затопити річку, відкинувши тролів, келпі та огра назад у підземний світ. |                                                           |                |
| 08 | Корупція Кліпфоту «クリフォトの汚濁»                      | 19 травня 2017 |
| Ґатс та його команда вирушають у Кліпот, щоб врятувати заблокованих мешканців. Потрапивши всередину, вони стикаються з цілою серією кошмарів, де змушені боротися за своє життя. |                                                           |                |
| 09 | Броня Берсерка «狂戦士の甲冑»                             | 26 травня 2017 |
| Після порятунку Каски та Фарнезе, Ґатс отримав серйозні травми під час свого перебування в духовному світі. Група вирішує повернутися до Флори для лікування Ґатса, але виявляє, що Ґріффіт надіслав бойову групу, щоб вбити Флору. |                                                           |                |
| 10 | Подорож розпочинається в полум'ї «炎の旅立ち»             | 9 червня 2017  |
| У новій броні Ґатс не відчуває болю. Це робить його майже непереможним, до такої міри, що навіть один з апостолів не може його подолати. Але хоча він і не відчуває болю, шкода залишається, і сама броня загрожує поглинути його душу... |                                                           |                |
| 11 | Проголошені передзнаки «告げられし兆し»                   | 16 червня 2017 |
| Ґатс та його команда продовжують подорож, до рідного острова Пака. Фарнезе просить Шірке навчити її магії, поки вони проводять свою ніч на пляжі. Вночі на них нападають людиноподібні крокодили, які виявляються духовними тваринами, контрольованими кушанськими чаклунами. Після того як Серпіко вбив декілька кушанських чаклунів, Дайба – головний чаклун викликає Макару, після чого Ґатс знову втратив контроль. |                                                           |                |
| 12 | Місто людей «人間の都市»                                  | 23 червня 2017 |
| Ґатс і його команда підходять до міста Вританіс – місто де займаються торгівлею кушанськими рабами. |                                                           |                |

### Ремастер
Ремастер версія для телебачення з новими сценами, позначена як «Memorial Edition», транслювалася 13 епізодами з жовтня по грудень 2022 року.

«Memorial Edition» містить ексклюзивну фінальну тему Міки Накашіми під назвою «Wish». Він також містить нову музику, створену Сіро Сагісу та Сусуму Хірасавою.

| Список серій | Список серій                         | Список серій      |
| № | Назва серії                          | Дата виходу       |
| --- | ------------------------------------ | ----------------- |
| 01 | Золотий вік                          | 2 жовтня 2022     |
| Бадзусо перешкоджає шлях війську, що вдерлося в замок. Ніхто не наважується вийти з ним один на один. Ніхто, крім зовсім ще юного хлопця...          |                                      |                   |
| 02 | Носферату Зодд «不死のゾッド)»       | 9 жовтня 2022     |
| Ґатс приєднався до Банди Яструба. Іншого вибору в нього не було.                                                                                     |                                      |                   |
| 03 | Хрещення вогнем «剣の主»             | 16 жовтня 2022    |
| Ґріффіт доручає Ґатсу виконати надзвичайно ризиковану місію, тоді як сам ближче знайомиться з принцесою Шарлоттою.                                   |                                      |                   |
| 04 | Підготовлені до смерті «決死行»      | 23 жовтня 2022    |
| Після того як Ґатс і Каска опинилися відокремленими від Банди Яструба під час битви, вони змушені боротися за своє життя проти ворожих сил Тюдорів.  |                                      |                   |
| 05 | Багаття мрій «夢のかがり火»          | 30 жовтня 2022    |
| Ґатс починає сумніватися у своєму місці в Банді Яструба, тоді як Ґріффіт залучає загін до своєї найризикованішої авантюри.                           |                                      |                   |
| 06 | Битва при Долдрі «ドルドレイ 攻略戦» | 5 листопада 2022  |
| Настає вирішальний момент, коли Банда Яструба стикається з наймогутнішими лицарями Тюдора в спробі відбити фортецю Долдрей і покласти край війні.    |                                      |                   |
| 07 | В одну сніжну ніч... «ある雪の夜に…» | 12 листопада 2022 |
| Банда Яструба переживає свій момент слави як герої королівства, але Ґатс вирішує, що нарешті настав час вирушити на пошуки власних мрій самостійно.  |                                      |                   |
| 08 | Загибель мрії «夢の終焉»             | 19 листопада 2022 |
| Ґатс вирушає в самостійний шлях, і ця, здавалося б, незначна подія стає початком низхідної спіралі Ґріффіта та Банди Яструба.                        |                                      |                   |
| 09 | Рани «傷»                            | 26 листопада 2022 |
| Через рік Ґатс повертається і виявляє, що Банда Яструба перетворилася на переслідувану групу втікачів, а Каска стала їхньою тимчасовою лідеркою.     |                                      |                   |
| 10 | Возз'єднання в Безодні «深淵の再会»  | 4 грудня 2022     |
| Коли Банда Яструба проникає до Віндема, щоб визволити Ґріффіта з в'язниці, те, що вони виявляють, перевертають всі їхні плани та очікування.         |                                      |                   |
| 11 | Затемнення «蝕»                      | 11 грудня 2022    |
| Поки Ґріффіт коливається між відчайдушною надією та безнадійним відчаєм, Банда Яструба потрапляє в подію, що виходить за межі їхнього розуміння.     |                                      |                   |
| 12 | Буря смерті «死の嵐»                 | 18 грудня 2022    |
| Ґріффіт приймає останнє доленосне рішення, поки решта Банди Яструба бореться за виживання перед практично непереборними труднощами.                  |                                      |                   |
| 13 | Клятва Відплати «反撃の誓い»         | 25 грудня 2022    |
| Після трагічного завершення Затемнення Ґатс виявляє, що його життя переходить з одного темного кошмару в інший, який дивним чином здається знайомим. |                                      |                   |

### Музика
Kenpu Denki Berserk Original Soundtrack (яп. 剣風伝奇ベルセルク オリジナル・サウンドトラック) — саундтрек до аніме серіалу «Berserk» 1997 року. Автор — композитор Сусуму Хірасава.
Всі композиції, крім останніх трьох, — інструментальні. Жанр музики різноманітний, використовуються багато різних музичних інструментів, таких як: піаніно, скрипка, флейта, класична гітара, електрогітара, барабани, клавесин та синтезатор.
Список композицій:
1. Бехеліт (англ. Behelit) — 1:55
2. Привиди (англ. Ghosts) — 1:41
3. Бал (англ. Ball) — 1:08
4. Ґатс (англ. Gats) — 3:35
5. Вбивство (англ. Murder) — 9:29
6. Жах (англ. Fear) — 3:26
7. Чудовисько (англ. Monster) — 4:03
8. Земля (англ. Earth) — 4:23
9. Берсект «Сили» (англ. Berserk ~Forces~) / Сусуму Хірасава — 1:56
10. Скажи мені чому (англ. Tell Me Why) / «Penpals» — 1:15
11. Чекати так довго (англ. Waiting so long) / «Silver Fins» — 1:22

Три останні композиції увійшли в альбом у скороченому вигляді. Повна версія пісні Berserk ~Forces~ увійшла до синглу «Berserk ~Forces~». Повна версія пісні Tell Me Why входить до складу синглу «Tell Me Why» японського музичного гурту «Penpals», пісня Waiting so long — синглу «Waiting so long» музичного гурту «Silver Fins».
Berserk Forces — сингл створений композитором Сусуму Хірасава. Через тиждень після виходу сингла, пісня Berserk Forces увійшла до складу саундтрек-альбому «Kenpu Denki Berserk Original Soundtrack».
Список композицій:
1. BERSERK — Forces — 4:03
2. BERSERK — Forces — (ремікс) 4:05
3. BERSERK — Forces — (オリジナル・カラオケ караоке версія) 4:01
4. BERSERK — Forces — (ТБ версія) 1:56

TV Animation Berserk Original Soundtrack — саундтрек до аніме серіалу Berserk 2016 року. Автор—композитор Саґісу Шіро.
Ендінг Meimoku no Konata (яп. 冥目の彼方) в композиції має скорочену версію.
Список композицій:
1. Пекло (англ. Inferno) — 1:32
2. Bione Drone <alterna> — 1:29
3. Керівне коло (англ. The Establishment) — 3:07
4. Заглядаючи в темряву (англ. Peering into Darkness) — 1:35
5. Кров і нутрощі, нутрощі і кров (англ. Blood and Guts and Guts and Blood) — 6:45
6. Руйнівна нав'язлива думка (англ. Crumbling; фр. idee fixe) — 5:24
7. Збір сліпих овець (англ. Blind Sheep's Gathering) — 1:40
8. Сигнальний вогонь (англ. Beacon of Fire) — 2:10
9. Церемонія демонів (англ. Ceremony of Demons) — 3:49
10. Концерт № 1 (Результат події) (англ. Concerto №1 <The Aftermath> — 1:37
11. Ехо пустелі (англ. Desert Echoes) — 2:22
12. Епічний світ (англ. Epic World) — 2:53
13. Примарний вітер (англ. Ghostly Wind) — 3:02
14. Чорний мечник (англ. Black Swordsman) — 3:05
15. Інфільтратори (англ. Infiltrators) — 4:14
16. Вбивця Драконів (англ. Dragon Slayer) — 4:15
17. Ісідро крутий (англ. Isidro Rocks) — 5:18
18. Рука Бога (англ. The Hand God) — 1:59
19. Сонце (англ. Sun) — 4:05
20. Добре (яп. 灰よ) — 4:16
21. За межами сліпоти (яп. 冥目の彼方) — 1:33
22. Попільний вороним (англ. Ash Crow) — 5:26

BERSERK Ougon Jidaihen MEMORIAL EDITION Original Soundtrack — саундтрек до трилогії фільмів та ремастер аніме-серіалу Berserk 2022. Автор — композитор Сусуму Хірасава, Саґісу Шіро.
Має найбільшу кількість пісень з усіх альбомів. Включає раніше випущену музику з трилогії фільмів, а також нову музику для MEMORIAL EDITION.
Список композицій:
CD 1
1. Гнів Божий (частина II) (англ. The Wrath Of God (part II)) — 3:42
2. І ось Ґатс! (фр. Et Voici Guts!) — 1:26
3. Мрія Ґріффіта (англ. Griffith's Dream) — 3:15
4. Грабіжники!? (фр. Des Cambioleurs) — 3:04
5. Завжди непереможний (лат. Semper Invicta) — 4:21
6. Міцні зв'язки (фр. Des Liens Solides) — 4:06
7. Нові горизонти (англ. New Horizons) — 3:54
8. Темрява жертв (фр. Obscurité des Victimes) — 0:52
9. Величезний звір (частина I) (фр. La Bête Immense (part I)) — 1:21
10. Голос диявола (фр. Voix du Diable) — 1:44
11. Величезний звір (частина II) (фр. La Bête Immense (part II)) — 1:00
12. Звук мучених душ (фр. The Sound of Tortured Souls) — 3:45
13. На віки (частина II) (фр. Pour L'Éternité (part II)) — 5:08
14. Безжальне кохання (фр. L'Amour Impitoyable) — 2:20
15. Аристократичні ігри (фр. Jeux de Nobles) — 2:39
16. Безжальне кохання (сольний виступ піаніно) (фр. L'Amour Impitoyable (piano solo)) — 2:14
17. Кров і нутрощі (англ. Blood and Guts) — 4:45
18. Перед бурею (фр. Avant la Tempête) — 3:44
19. Кров і нутрощі (заключення) (англ. Blood and Guts (closing credits)) — 6:33
20. На віки (частина I) (фр. Pour L'Éternité (part I)) — 5:18

CD 2
1. Після битви (англ. After the Battle) — 3:41
2. І ось Ґатс — частина 02 (фр. Et Voici Guts - opus 02) — 0:50
3. Його кошмар (фр. Son Cauchemar) — 4:03
4. Кров і нутрощі — пристрасно (англ. Bloods and Guts - passionate) — 3:30
5. Битва за Долдрі (фр. La Bataille pour Doldrey) — 3:13
6. Більше смерті й тиші (англ. More Death and Silence) — 2:45
7. Boscorn — 1:00
8. Все для перемоги! (фр. Tout pour la Victorie!) — 1:12
9. Мрія Ґріффіта =Doldrey mix= (англ. Griffith's Dream - Doldrey Mix -) — 3:14
10. Мій брат (англ. My Brother) — 3:06
11. Сторічна війна (англ. Hundred Years War) — 3:44
12. Тиха флейта 01 (фр. Flûte Silencieuse 01) — 1:00
13. Тріумфальне повернення (фр. Тріумфальне повернення) — 2:37
14. Бал королівства Мідленд (фр. La Bal du Royaume Midland) — 2:37
15. Тиха флейта 02 (фр. Flûte Silencieuse 02) — 1:00
16. Ритуал розставання (фр. Rituel de Séparation) — 1:02
17. Безжальне кохання — гітарна версія (фр. L'Amour Impitoyable - version guitare) — 2:41
18. Сюїта: Сльози смутку ~ № 7 з Тесту щодо техніки гри на віолончелі (фр. Suite: Larmes de Tristesse ~ No7 d' Essai sur le doigté du violoncelle) — 2:12
19. Есхатологія (фр. Eschatologie — 4:24
20. Сюїта: «Кров і нутрощі» — заключення (англ. Suite: "Bloods and Guts - closing credits) — 5:33
21. Початок кінця (фр. La Début d'la Fin) — 3:15
22. Міцні зв'язки — гітарна версія (фр. Des Liens Solides - version guitar) — 4:56
23. Середземноморська № 1 мажор (фр. Méditerranéenne No.1 major) — 3:35
24. Середземноморська № 2 мажор (фр. Méditerranéenne No.2 major) — 1:43
25. Середземноморська № 3 соло (фр. Méditerranéenne No.3 solo) — 2:44
26. Темні спогади (фр. Les sombres souvenirs) — 1:01
27. Мимовільне кохання (фр. L'Amour Éphémère) — 5:45

CD 3
1. Прихід_01 (Піаніно «Первородний гріх») (фр. L'Avènement_01 (Piano "Péché originel) — 1:43
2. Прихід_02 (Старовинна флейта) (фр. L'Avènement_02 (Flûte ancienne) — 1:30
3. Прихід_03 (Цитата з Генделя «Тріо F-дур II) (фр. L'Avènement_03 (Citation de Haendel "Trio F-Dur II) — 2:03
4. Прихід_04 (Тотенкопф) (фр. L'Avènement_04 (Totenkopf)) — 2:37
5. Прихід_05 (Віолончель „Полегшення“) фр. L'Avénement_05 (Violoncelle "Soulagement")) — 5:17
6. Прихід_06 (Гітари 1135) (фр. L'Avénement_06 (Guitares 1135)) — 4:09
7. Прихід_07 (Цитата з Лока „Айр“) (фр. L'Avénement_07 (Locke "Ayre")) — 3:12
8. Прихід_08 (Тема оркестру) (фр. L'Avénement (Thème d'orchestre)) — 1:49
9. Прихід_09 (Кошмар оркестру) (фр. L'Avènement 09 (Cauchemar d'orchestre)) — 3:25
10. Прихід_10 (Оркестр „Полегшення“) (фр. L'Avénement_10 (Orchestre "Soulagement")) — 3:00
11. Прихід_11 (Шум каменю) (фр. L'Avènement_11 (Bruit de pierre) — 2:21
12. Прихід_12 (Піаніно „Дигнітет“) (фр. L'Avènement_12 (Piano "Dignite")) — 3:09
13. Прихід_13 (Кімната „1147“) (фр. L'Avènement_13 (Chambre "1147")) — 4:13
14. Прихід_14 (Оркестр „1123_нуар“) (фр. L'Avènement_14 (Orchestre "1123_noir")) — 4:08
15. Прихід_15 (Цитата з Бетховена „Соната для піаніно № 23“) (фр. Citation de Beethoven "Sonate pour piano n° 23")) — 5:38
16. Прихід_16 (Оркестр „Темрява підходить до нас всіх“) (фр. L'Avènement_16 (Orchestre  "Darkness comes to us all")) — 5:06
17. Прихід_17 (Гітари 1123) (фр. L'Avénement_17 (Guitares 1123)) — 4:55
18. Прихід_18 (Пісня) (фр. L'Avènement_18 (Chant)) — 3:59
19. Прихід_Заключення (фр. L'Avènement_Closing Credits) — 4:44
20. Есхатологія II (піаніно) (фр. Eschatologie II (piano)) — 4:45
21. Кров і… (піаніно) (фр. Sang et... (piano)) — 5:32

## Фільм
Berserk: The Golden Age Arc (яп. ベルセルク 黄金時代篇, Beruseruku Ōgon Jidai-hen)
Серія з трьох фільмів за мотивами манґи.
Перші два фільми, The Egg of King та  The Battle for Doldrey вийшли в Японії в лютому та червні 2012 року, а третій фільм The Advent вийшов у лютому 2013 року.

### Музика
Саундтреки до серії фільмів були написані та аранжовані Шіро Сагісу, а основну музичну композицію — Сусуму Хірасава. Вставну пісню всіх фільмів „Aria“ виконує Хірасава, кінцева тема першого фільму „Beautiful Things“, виконується японсько-американським виконавицею Ai, фінальну тему третього фільму, „Breakthrough“ виконує Канаме Кавабата з гурту CHEMISTRY. У спеціальній телевізійній програмі, яку розповідав Акіо Оцука, підсумовувала події перших двох фільмів, використовувалася пісня Хірасави „Horde of Thistledown“ як кінцеву тему.

## Артбуки
| Назва                                                                                | Дата виходу     | Опис |
| ------------------------------------------------------------------------------------ | --------------- | --- |
| BERSERK Illustrations File: - ISBN 4-592-73138-7 - 122 стор. - 9» x 12"              | 26 лютого 1997  | У цей артбук входить велика кількість скетчів та чернеток манґаки, детальна розповідь про події перших 13 томів манґи, а також чотирьохсторінкове інтерв'ю з Міурою Кентаро. |
| BERSERK Complete Dissection: - ISBN 4-592-73157-3 - 93 стор. - 8.5" x 11"            | 9 грудня 1998   | Складається переважно з артів з аніме. Включає в себе зображення персонажів, арт з серій аніме, а також інтерв'ю з Такахасі Наохіто — режисером екранізації. |
| BERSERK Warcry: Postcard Collection: - ISBN 4-592-73152-2 - 32 стор. - 5.28" x 7.35" | 20 серпня 1998  | Артбук кольорових листівок. Складається переважно з зображень пейзажів королівства Мідленд, хоча є і інші роботи. Всі зображення з цього артбуку є унікальними і більше ніде не з'являлись.                                                                                     |
| BERSERK Visual & Story File: - ISBN 4-592-73169-7 - 124 стор. - 7" x 8.5"            | 22 грудня 1999  | Складається з артів комп'ютерної гри Berserk: Chapter of Oblivion Herbs. Включає в себе зображення ворогів та головних героїв гри, сюжет, а також інтерв'ю з Міурою Кентаро. Артбук виконаний у чорно-білому кольорі                                                            |
| Berserk Official Guidebook: - ISBN 9784592144809 - 200 стор. - 12,95 × 1,52 × 18.42  | 23 вересня 2016 | Ця книга охоплює всі дані до прибуття Ґатса на острів фей — домівки Пака. Вона містить дані про персонажів, світ манґи, терміни, оригінальні ескізи Міури, які не були опублікувані.                                                                                            |
| The Artwork of Berserk - 30,7 × 21,9 × 2.6                                           | 23 вересня 2021 | Вона включає обкладинки всіх 40 томів, а також інтерв'ю з автором — Кентаро Міурою. Видання виконане у палітурному виконанні. Його продавали ексклюзивно під час виставки Large Berserk Exhibition, але пізніше було оголошено, що він буде доступний для покупки після заходу. |

## Відеоігри

PS2 гра (Японія)

Унаслідок популярності манґи за її мотивами були випущені дві відеогри для платформ Sega Dreamcast та Sony Playstation 2. Перша гра «Sword of the Berserk: Guts' Rage», заснована на сюжеті, не пов'язаному безпосередньо з подіями манґи, тоді як друга «Berserk Millennium Falcon Hen Wasurebana no Shō», досить близько повторює сюжет арки «Яструб Тисячолітнього Королівства» і може розглядатися як свого роду адаптація.
Музика до ігор написана композитором аніме-серіалу Сусуму Хірасавою.
З виходом ігор за межами Японії було зв'язано безліч проблем, зокрема перша з них була випущена на західних ринках у період, коли ще не існувало легального перекладу ані манґи, ані відповідного аніме, тому гра, була зустрінута досить прохолодно. Друга ж гра, випущена в Японії в той момент, коли англійською мовою друкувався тільки п'ятий том манґи, не вийшла в США взагалі з маркетингових міркувань. Друга гра, відома на Заході простого як «Berserk», вийшла окрім Японії тільки в Кореї, де манґа випускалася значно довше й міркування про незнайомість гравців з основою не відігравали значної ролі.

### Музика
Sword of the Berserk: Guts Rage original soundtrack (яп. ベルセルク 千年帝国の鷹篇 喪失花の章) — саундтрек альбом з гри Berserk, що вийшла на платформі Dreamcast. Альбом вийшов в Японії під назвою Berserk Millennium Falcon Arc: Chapter of the Flower of Oblivion.
Сусуму Хірасава, автор практично всієї музики до аніме-адаптації Берсерка, виступив також і автором музики до відеогри.
Список треків:
1. Сили II (англ. FORCES II) — 3:55
2. Ніко (англ. Niko) — 3:43
3. Вірність крові (англ. Adhesion of Blood) — 3:29
4. Вступ (англ. Introduction) — 4:07
5. Історія сестри (англ. A Sisters Story) — 3:30
6. До замку (англ. To the Castle) — 2:25
7. Балзак (англ. Balzak) — 3:22
8. Тема Анетти (англ. Annette's Theme) — 1:12
9. Зоддо II (англ. ZODDO II) — 3:14
10. Рай (англ. Parasite) — 3:05
11. Велике дерево (англ. The Great Tree) — 3:39
12. Апостол (англ. Apostle) — 2:07
13. Індра (англ. INDRA) — 4:42

Berserk Millennium Falcon Arc: Chapter of the Holy Demon War original soundtrack (яп. ベルセルク 千年帝国の鷹篇 魔戦記の章~ Original Game Soundtrack) — саундтрек альбом до відеогри Berserk Millennium Falcon Arc: Chapter of the Holy Demon War. Альбом видавався тільки в Японії.
Сусуму Хірасава, композитор аніме-адаптації, створив дві мелодії для цього альбому: Sign та ремікс Sign-2. Обидві композиції продюсерувала компанія Chaos Union. Решта композицій була створена співробітниками компанії Sound Ams: Тікаморі Сінуа, Ватанабе Хіросі, Хасеґава Ясусі та Нісімото Томойо.
Список композицій:
1. Знак (англ. Sign) — 4:10
2. Все починається (англ. All beginnings) — 1:15
3. Тема (англ. Theme) — 1:15
4. Повстання (англ. Riot) — 3:10
5. Холодний сніг (англ. Cold Snow) — 2:29
6. Звір (англ. Beast) — 2:46
7. Воїни Яструба (англ. Hawk Soldiers) — 3:14
8. Смішний марш (англ. Funny March) — 0:57
9. Сутінкове битви (англ. Dusky Battlefield) — 1:55
10. Примарні ліси (англ. Spiritual Woods) — 2:12
11. Налякане селище (англ. The Frightened Village) — 3:12
12. Атака числом (англ. Great Numbers Attack) — 2:45
13. Бурхлива область (англ. Stormy Area) — 2:05
14. Лігво тварюки (англ. Brute Den) — 2:32
15. Невідомий ворог (англ. Unidentified Enemy) — 3:14
16. Нічний кошмар (англ. The Nightmare) — 3:19
17. Сумне полум'я (англ. Sad Flame) — 2:03
18. Самурай (англ. Samurai) — 3:31
19. Ворожнеча апостолів (англ. Enmity By Apostles) — 2:54
20. Абсолют (англ. Absolute) — 3:28
21. Військовий закон (англ. Martial Law) — 3:22
22. Знак-2 (англ. Sign-2) — 3:45

## Мерчендайз

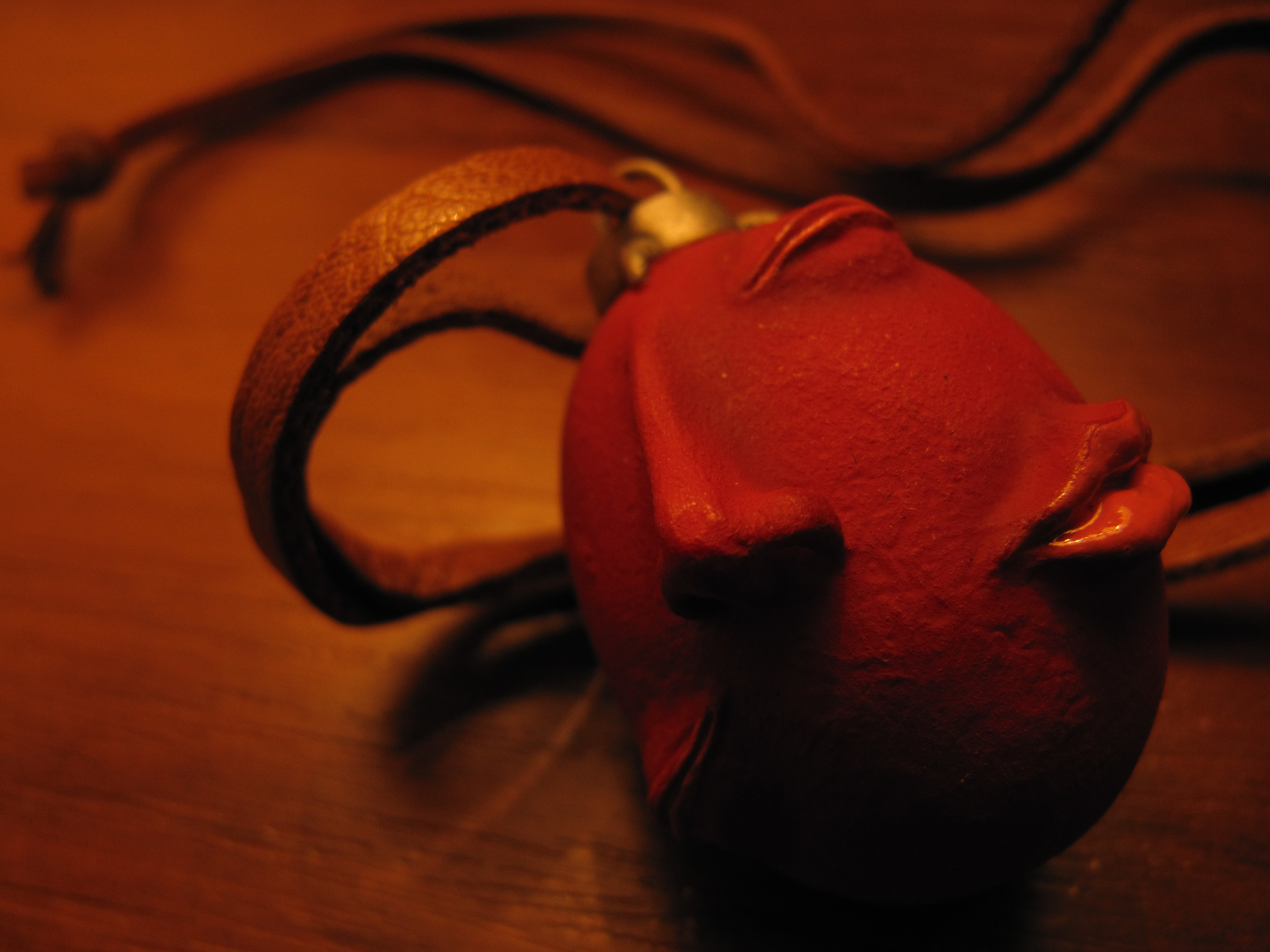
Бехеліт виробництва «Art of War»

Крім вищезгаданих продуктів, під торговельною маркою Берсерк випускається безліч різноманітних товарів. Компанія «Art of War» випускає фігурки і скульптури героїв, монстрів та предметів зі світу Берсерка. Фігурки випускають обмеженим накладом, а іноді виробляються штучні товари для продажу яких влаштовуються аукціони. Крім того, «Art of War» виробляє й іншу продукцію за тематикою Берсерка: чохли для телефонів, запальнички, брелоки тощо. Також компанія «Konami» випустила колекційну карткову гру за мотивами Берсерка. У січні 2012 року компанією «Max Factory» було випущено фігурку Ґатса.

## Історичні прототипи
Ґатс

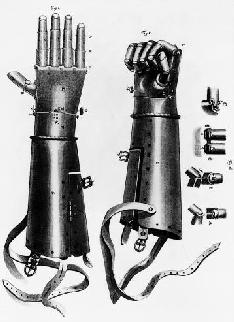
Залізний протез Берліхінгена

Гец фон Берліхінген (нім. Götz von Berlichingen, 1480—1562), німецький лицар, командир групи найманців. У 1504 він втратив у битві праву руку і замінив її на залізний протез, який зараз зберігається в музеї Нюрберґа. Експонат нюрберґського музею дуже схожий на протез головного героя аніме та манґи — Ґатса. Крім спільного імені реальний та вигаданий персонажі мають деякі схожі елементи біографії.
Манґака Міура Кентаро заявляє, що всі збіги — випадкові. Про існування німецького лицаря він дізнався вже після створення перших томів манґи.
Імператор Гейзеріх
Імператор Гейзеріх, про якого згадується в 10-му томі манґи, оснований на реальній історичній особі — королі Гейзеріху, правителі країни вандалів у V столітті. Король Гейзеріх (лат. Geisericus, 389—477) був знаний як чудовий полководець, який зіграв важливу роль у падінні Західної Римської Імперії. У манзі імператор Гейзеріх зміг створити імперію дуже схожу на римську, яка була знищена Рукою Бога.
Імператор Ґанішка
Правитель Кушанської імперії — імператор Ґанішка, один з найбільших ворогів Ґриффіта в Berserk‘у, оснований на реальній історичній особі — Канішці I (бактр. Κανηϸκι, 78—147). Канішка управляв Кушанською імперією, яка була розташована на території Індії, Південної та Центральної Азії в II столітті н. е. Канішка відомий широкою підтримкою розповсюдження буддизму. Як і свій реальний прототип, Ґанішка прикрасив свій палац великою кількістю статуй відомих буддистських діячів, хоча й трохи змінив їх відповідно до своєї демонічної суті.

## Вплив
«Берсерк» — одна з найвпливовіших манґ. Елементи сюжету, світобудови, типажі персонажів із неї запозичені до таких аніме та манґи, як «Black Clover», «Goblin Slayer», «Castlevania», «Blue Exorcist», «Fullmetal Alchemist», «Claymore», «Re: Zero», «Hellsing», «Attack On Titan», «Gungrave», «Fist of the North Star», «Violence Jack», «Guin Saga», «Ranpou the Flying Warped Boy», «Pygmalio»,Jujutsu Kaisen, Demon Slayer.
Значного впливу «Берсерка» зазнала серія відеоігор Dark Souls, чий творець Хідетака Міядзакі — завзятий читач цієї манґи. В них є схожі вороги головного героя, а персонаж Арторіас нагадує Ґатса. Головний герой носить магічну мітку повсталого мерця (а в Bloodborne — Знак Мисливця). Для всієї серії провідною є тема порятунку інших попри жорстокий світ. Протез Шинобі, який носить головний герой Sekiro: Shadows Die Twice, схожий на протез кінцівки зі зброєю, яку носить Ґатс. Посилання на манґу в вигляді персонажів і локацій присутні також у Elden Ring. Головний герой оригінальної гри Drakengard, Каїм, як і Ґатс позначений проклятим тавром і володіє важким мечем. За словами режисера серій NieR і Drakengard Йоко Таро, «Берсерк» слугувала для нього джерелом натхнення. Протагоніст Final Fantasy VII, Клауд Страйф, володіє величезним мечем, як і Ґатс. Його головний ворог Сефірот відповідає Ґриффіту. Підклас Темного лицаря в Final Fantasy XIV є посиланням на Ґатса. Хідеакі Іцуно, творець Devil May Cry 2 і Devil May Cry 3: Dante's Awakening, визнав, що деякі теми ігор натхненні «Берсерком». А саме теми вбивства демонів і апокаліптичних сценаріїв, хоча DMC зображає це більш легко. Червоні сфери, що слугують валютою в DMC — це посилання на Багряний бехеліт Ґриффіта. Елементи, запозичені з манґи, є в Dragon's Dogma, Soul Calibur, Tales of Berseria. Дизайн персонажів Міури мав величезний вплив також на Dynasty Warriors. 27 жовтня 2016 року вийшов спіноф серії Dynasty Warriors від Omega Force під назвою Berserk and the Band of the Hawk. У грудні 2021 року Lineage W оголосила про співпрацю з Berserk, включаючи можливість грати за Ґатса.

## Критика

### Манґа
Рецензуючи перший том, Майкл Аронсон з Manga Life описав Berserk як «цікаву суміш середньовічного варварства, чаклунства та футуристичних технологій, що поєднує гулей, зброю та кров. Результатом є чудово відтворений екшн із достатньою кількістю кривавого насильства, щоб задовольнити шанувальників жанру»
Publishers Weekly писав: «Berserk пропонує нещадне насильство та захоплюючі послідовності дій у суміші справжнього фентезі та графічних жахів»
Грант Гудман з Pop Culture Shock написав: «Berserk переосмислює те, що вважається добре написаною фентезійною манґою. Мало манґ, які наближаються до створення складної історії, що включає середньовічну війну, магію та жахи»
Рецензуючи перші два томи, Грег МакЕлхаттон із Read About Comics писав: «досі важко визначити, що у манґи Berserk викликає таке захоплення. Це персонажі? Візуальний вигляд монстрів? Маленькі натяки на неспокійне минуле Ґатса, який має клеймо, з якого тече кров? Я не впевнений, але я знаю, що я захопився»
У своїй рецензії на третій том Деніел Бріско з The Fandom Post назвав серію «трагічною історією ненависті, насильства та втраченої невинності», додавши, що Міурі «вдається зібрати стільки емоцій, як хороших, так і поганих, поруч із такою кількістю насильства та крові, я вважаю що це свідчення його творчості»
На перші шість томів Сатьяджит Четрі з Rolling Stone India написав: «Наприкінці п'ятого тому Berserk перетворився на зворушливу історію про людяність, дружбу та амбіції. Менше про пролиту кров, а більше про вибір, зроблений персонажами, маленькі повороти, які зрештою перетворять друзів на ворогів»
Рецензуючи дванадцятий том, Едуардо Чавес, який писав для AnimeOnDVD прокоментував, що, попри його тривалу публікацію «Berserk такий же шокуючий і унікальний, як ніколи на цьому етапі серії. Є кілька тайтлів, які можуть підтримувати такий рівень інтенсивності та актуальності, як цей»
У своїй рецензії на двадцять перший том Скотт Кембрелл з Active Anime написав: «Глибокі, темні місця, які описує манґа як за сюжетом, так і за художнім виразом, можуть бути настільки цікавими та захоплюючими, що шокують» додавши що не так багато є інших манґ, схожих на Berserk.
Зак Бертчі для Scifi.com писав: «Кентаро Міура зумів створити історію, яка не тільки викликає тривогу, але й захоплює та впливає на більш глибокий рівень, ніж більшість тайтлів манґи». Бертчі високо оцінив історію та розвиток персонажів, зробивши висновок: «Не для слабконервних, Berserk ідеально підходить для зрілих шанувальників манґи»
У Manga: The Complete Guide — Джеймс Томпсон поставив Berserkу 4/4 зірок. Він назвав це: "епічною історією про мечі та магію, просоченою кров'ю, з елементами «Повсталого з пекла» Клайва Баркера і написав: «Середньовічний європейський світ бруду і крові в манзі Berserk настільки реалістичний — зображений із такою реалістичною деталізацією, що коли елементи темного фентезі починають вторгатися в нього, вони роблять це з повільним, наростаючим жахом». Також Джейсон Томпсон у рецензії для j-pop.com написав: «Незважаючи на бійню, Berserk не відчувається настільки аморальним, як могло б бути, наш герой [Ґатс] — убивця, але враховуючи його добре розроблену історію, його сльози каяття здається більш справжнім ніж, скажімо Crying Freeman. В іншій статті написаній для Anime News Network (далі — ANN), Томпсон сказав, що Berserk починався як „історія самотнього мечника, який подорожує світом і бореться з демонами кров'ю та потом“, а пізніше її перетворили на „фентезійну RPG-вечірку героїв“, з магом, крадіжкою, бійцем, деякими ельфами тощо», прокоментувавши, що Міура, очевидно, «спрямував написання манґу на молодшу вікову групу». Попри це, Томпсон заявив: «Я все ще вражений чудовим мистецтвом Міури та його здатністю створити таку довгу сюжетну лінію з таким великим розмахом. Жодна інша фентезійна манґа сейнен не має таких добре розвинених персонажів із глибокою передісторією, навіть для другорядних персонажів»
Метт Фагалі, який писав для Crunchyroll, проаналізував використання Berserk тропів манґи сьонен і сьодзьо в арці «Втрачені Діти» [14–16 том], результатом чого стала «повністю оригінальна та зворушлива розповідь». Фагалі прокоментував головну героїню арки, Джилл, і її повні надії слова в кінці цієї історії, додавши далі: «Я ніколи не бачив, щоб інший сьонен або сьодзьо висловлювали це поняття з такою ж сміливістю, глибиною та ідіосинкразією, як Berserk» Пишучи для Crunchyroll, Пітер Фобіан висловився: «Berserk є одним із найбільш особистих творів, які я коли-небудь читав, як для себе, так і для мого сприйняття творів Міури. Трансформація манґи за останні 30 років у художньому та тематичному плані є настільки унікальною, що важко знайти інший твір, який би наближався до цього»
Карл Кімлінгер, який писав для ANN, у своїй рецензії на тридцять п'ятий том порівняв «сповнену монстрами» подорож Ґатса до Ельфхельму з фантастичними оповіданнями Роберта Ірвіна Говарда і порівнюючи томи з попередніми, зазначив, що манґа втратила частину своєї гостроти. Хоча він підкреслив, що це було не «катастрофічне падіння», а просто повернення манґи до комфортного, класичного пригодницького стилю"
Бріттані Вінсент з Otaku USA зазначила: «Berserk, безсумнівно є однією з унікальних і найзахопливіших фентезі у західному стилі всіх часів»
Ерік Фредеріксен пишучи для Syfy Wire заявив: «Berserk є однією з найтриваліших манґ, і незмінно одна з найтемніших, але також однією з найемоційніших та найвинагороджувальніших»

### Телевізійний аніме-серіал

#### 1997—1998 років
| Оцінки оглядів     | Оцінки оглядів |
| Джерело            | Рейтинг        |
| ------------------ | -------------- |
| THEM Anime Reviews | [ 78 ]         |
| AnimeOnDVD         | A-             |
| Scifi.com          | 94%            |
| Anime News Network | A              |
| Anime Jump         | [ 82 ]         |

Загалом був добре сприйнятий критиками.
Карлос Росс з THEM Anime Reviews сказав, що спочатку він не міг увійти в «сумний, депресивний тон» аніме-серіалу Berserk, але додав, що в міру розвитку серії, глядач починає сприймати персонажів «не просто як стандартні фентезійні архетипи», високо оцінивши реалістичне зображення героїв. Він зазначив, що насильство в Berserkу схоже на «класичний фільм Куросави», і що, як і його фільми, урок серіалу Berserk полягає в тому, що «під усією цією металевою бронею ці солдати — люди»
Бріттані Вінсент для ANN заявила, що Berserk «відмінно створює тон, який визначає історію, навіть якщо вона раптово закінчується без справжнього висновку». Також вона написала, що адаптація не є ідеальною і що в ній «є частка анімації низької якості в деякі моменти», але водночас це «відмінна спроба оновити історію». Вона також відзначила відсутність персонажів, наприклад, ельфа Пака, що робить серіал «набагато серйознішим і більш зловісним», і зазначила, що в аніме є кілька моментів, коли «час або прискорюється, або значно сповільнюється»
Сандра Скоулз з Active Anime написала:"Berserk — це жорстоке, брутальне темне фентезі, що вражає своєю безжальністю. Є велика ймовірність, що ніхто раніше не бачив подібного аніме і навряд чи побачить знову."
Джон Опплігер з AnimeNation сказав, що найбільш привабливим аспектом Berserk є «його здатність демонструвати захоплюючий, надзвичайно жорстокий екшн, не втрачаючи з поля зору персонажів чи продовження сюжетної лінії» і також високо оцінив аніме за «дуже складну та непередбачувану історію»
Роб Гуль з Pop Culture Shock написав, що спочатку його чекало «дві години нудьги», коли він побачив «загальний сюжет і типову телевізійну якість виробництва», але раптом «історія розгорнулася», додавши, що Berserk не був «звичайним кровопролиттям», як він спочатку думав, і назвав його «захоплюючою історією»
Ерік Фредеріксен, який пише для Advanced Media Network, заявив: що було б легко назвати Berserk «бездумно жорстоким шматком попкорнового горору», але він додав, що справжній фокус тайтлу — це історія та персонажі, й підсумувавши: «Частиною того, що допомагає Berserkу витримувати випробування часу краще, ніж багато інших тайтлів, — це величезний обсяг матеріалу, який він дає нам для роздумів, не нав'язуючи його нам»
Кріс Беверідж з AnimeOnDVD написав: «отримати щось просто жорстоке — але з метою та історією — це справжня насолода та зміна темпу. Щось, що не відривається від темної сторони бою у фентезійному контексту»
Зак Бертчі, пишучи для Scifi.com, заявив, що Berserk є однією з найзрілішою фентезі аніме-серіалом. Він також відзначив, що аніме досліджує такі теми, як насильство проти дітей та шизофренія, і що це «значний відхід від інших поширених аніме-фентезі серіалів; він заходить туди, куди більшість бояться ступити» В іншій рецензії для ANN Бертчі сказав, що Berserk є найкращим зразком темного фентезі, доступним на ринку, і що його оригінальна основа манґи «перевершує всі інші з точки зору якості та популярності», додавши, що серіал «залишається чарівним, розважальним і справжнім»
Майк Тул, пишучи для Anime Jump, зазначив: Berserk — це один із тих серіалів, якщо ви шанувальник екшену чи фентезі й можете витримати жорстокі, насильницькі історії. Він похвалив персонажів, а також «детальний, майстерно сплетений» сюжет і його бойові сцени. В іншому огляді для ANN, Тул назвав Berserk демонстрацією поганої анімації, зазначивши що відстань у часі допомагає згладити ці недоліки. Порівнюючи серіал із серією 2016 року, яку критикували за використання CGI, Тул заявив: «Це допомагає, що помилки в анімації в 2D трохи менш помітні»

#### 2016—2017 років
| Оцінки оглядів     | Оцінки оглядів |
| Джерело            | Рейтинг        |
| ------------------ | -------------- |
| IGN                | 7.8            |
| Anime News Network | B              |

Меган Салліван з IGN поставила першому епізоду 8,5/10 балів. Вона високо оцінила режисуру епізодів, заявивши, що «попри на дещо відволікаюче візуальне зображення „Мечник з клеймом“ вдало розпочинає історію про помсту». Остаточний бал знизився на 0.7, описавши останній епізод як «задовільним, хоча й трохи дивним завершенням цього сезону», додавши, що «Наперекір відсутності динамічної кінцівки, фінальний епізод все ж зумів зав'язати низку сюжетних ліній для другорядних персонажів і успішно підготував ґрунт для нової сюжетної арки».
Сесілія Д'Анастасіо похвалила перший епізод у рецензії опублікованій на Kotaku, зазначивши, що він «вже перевершує оригінал 90-х». Однак звернувши увагу на низьку якість анімації, Д'Анастасіо підсумувала: «Berserk не для людей зі слабкими нервами. Але „Мечник із клеймом“ довів мені, що режисури аніме, наповнених боями, докладають більше зусиль, щоб надати жанру краси та цивілізованості, роблячи справедливість манзі, яка демонструє чудове написання та винахідливість».
Джейкоб Хоуп Чепмен рецензент Anime News Network висловив критичну оцінку якості виробництва в рецензії на перші три епізоди Berserk (2016). Він зазначив, що серіал вирізняється низькоякісною CGI-анімацією, суперечливим музичним супроводом і незадовільною роботою камери, що загалом значно погіршило враження від перегляду і негативно позначило на сприйнятті після перегляду. Однак, на його думку, сила першоджерела допомагає триматися на плаву, а френетичний стиль режисури Ітаґакі робить екшн цікавим: «Як тільки ви перестанете стискати зуби через цел-шейдовані лялькові тіла, що б'ються одне з одним, захоплююча історія Міури і чарівний світ продовжують сяяти як унікальні прояви темних образів з проникливою характеристикою, навіть якщо вони борються під тягарем такої посередньої продукції». Терон Мартін рецензент Anime News Network, заявив, що Berserk версії 2016 має «вражаючі екшн-сцени, багато графічного контенту, розвинених другорядних персонажів», але він додав що «Візуальне виконання залишає бажати кращого, й те що деякі спроби гумору здаються недоречними».

### Фільм
У Японії The Golden Age Arc I: The Egg of the King зібрав 594 707 доларів США при касових зборах 1 348 352 доларів, а останній фільм трилогії приніс менше: в день виходу фільм зібрав 280 248 доларів США та загальним доходом у 399 445 доларів США.
Річард Айзенбейс з Kotaku негативно оцінив перші дві частини трилогії, але третю частину, Berserk: Golden Age Arc III: Descent, назвав винятковою, зазначивши, що вона перевищує оригінальну манґу як за емоційною напругою, так і за жорстокістю.

### Музика
Музика для аніме-серіалу Berserk отримав схвальні оцінки від критиків.
Карлос Росс для THEM Anime Reviews заявив, що початкова та кінцева теми були «двома з найменш відповідних пісень, які коли-небудь чув для аніме-серіалу», але фонова музика Хірасави «досить запам'ятовується», особливо відзначаючи композицію «Forces», яку він назвав «уроком того, як неправильно використовувати синтезатор і реверберацію, і все ж створити щось цікаве та свіже», додавши, що музика Хірасави «її або люблять, або ненавидять»
Зак Бертчі для ANN, заявив, що музика Berserk: «безупречно варта похвали», коментуючи, що саундтрек «без зусиль переходить від заворожуючої та мелодійної до темної й зловісної на мить, зберігаючи при цьому вірогідність і плавність на всьому проміжку часу»
Кетлін Таунсенд написавши для Funimation підкреслила: «Gut's Theme» та заявила: «Це особливо ніжно для світу, наповненого злом, і страшного героя, який готовий відрізати собі кінцівки, якщо це означає допомогу тим, кого він любить. Вона сповнена спокою та ніжності, надією та тугою».
Майк Тул для Anime Jump написав що музика для Berserk має «як позитивні так в негативні сторони». Серед переваг він високо оцінив фонову музику, зазначивши що вона «бурхлива та інтенсивна і додає добре відчуття наполегливості до сюжету». Однак Тул зауважив, що вибір композицій "доволі обмежений, що означає, що багато тем, особливо «Forces», використовуються і перевиконуються постійно. Це хороший і незвичний саундтрек, але він стає трохи репетативним. В іншому огляді Тул назвав музику Хірасави «бурхливою, гіпнотичною». Він особливо виділив композицію Forces, зазначивши, що вона стала «знаковою і повністю асоціюється з серіалом». Підсумовуючи він хвалить відмінну режисуру та ритм аніме Berserk, захопившись його атмосферним художнім оформленням, але саме музика для нього постаріла найкраще.
Ерік Фредеріксен написав для Syfy Wire, що саундтрек Хірасави, з переважанням синтезаторних елементів «надає відчуття іншого світу, що нагадує деякі з тих фільмів 80-х, наповнених практичними спецефектами. Він ідеально вписується в цю історію, де магія починає з'являтися у світі, де ніхто в неї не вірить»